# Longview (Washington)
Longview é uma cidade localizada no estado norte-americano de Washington, no Condado de Cowlitz.

## Demografia
Segundo o censo norte-americano de 2000, a sua população era de 34.660 habitantes.
Em 2006, foi estimada uma população de 36.767, um aumento de 2107 (6.1%).

## Geografia
De acordo com o United States Census Bureau tem uma área de
36,5 km², dos quais 35,5 km² cobertos por terra e 1,0 km² cobertos por água.

## Localidades na vizinhança
O diagrama seguinte representa as localidades num raio de 8 km ao redor de Longview.